# Ifercat

El Ifercat (en catalán Infraestructures Ferroviàries de Catalunya) es un ente público de la Generalidad de Cataluña adscrito al Departamento de Territorio y Sostenibilidad de la Generalidad de Cataluña encargado de construir, conservar, gestionar y administrar aquellas infraestructuras ferroviarias de Cataluña que le encargue el Gobierno de la Generalidad.
Su creación, en el año 2001, se enmarca en los procesos de liberalización ferroviaria que promueve la Unión Europea, la cual exige que la gestión de las infraestructuras ferroviarias (considerada un monopolio natural) se separe de la explotación comercial del servicio, el cual se tiene que abrir a la libre competencia. 